# Bezirk Blatna
Der Bezirk Blatna (tschechisch Okresní hejtmanství Blatná) war ein Politischer Bezirk im Königreich Böhmen. Der Bezirk umfasste Gebiete in der Südböhmischen bzw. Mittelböhmischen Region bzw. im heutigen Okres Příbram bzw. Okres Strakonice. Sitz der Bezirkshauptmannschaft war die Stadt Blatna (Blatná). Das Gebiet gehörte seit 1918 zur neu gegründeten Tschechoslowakei und ist seit 1993 Teil Tschechiens.

## Geschichte
Die modernen, politischen Bezirke der Habsburgermonarchie wurden 1868 im Zuge der Trennung der politischen von der judikativen Verwaltung geschaffen.
Der Bezirk Blatna wurde 1868 aus den Gerichtsbezirken Blatna (tschechisch soudní okres Blatná) und Březnitz (Březnice) gebildet.
Im Bezirk Blatna lebten 1869 50.960 Personen, wobei der Bezirk ein Gebiet von 11,8 Quadratmeilen und 67 Gemeinden umfasste.
1900 beherbergte der Bezirk 48.411 Menschen, die auf einer Fläche von 680,73 km² bzw. in 105 Gemeinden lebten.
Der Bezirk Blatna umfasste 1910 eine Fläche von 680,72 km² und beherbergte eine Bevölkerung von 47.563 Personen. Von den Einwohnern hatten 1910 nur 12 Deutsch und 47.523 Tschechisch als Umgangssprache angegeben. Weiters lebten im Bezirk 28 Anderssprachige oder Staatsfremde. Zum Bezirk gehörten zwei Gerichtsbezirke mit insgesamt 106 Gemeinden bzw. 115 Katastralgemeinden.